# Mater semper certa est

Mater semper certa est (lat. « (L’identité de) la mère est toujours certaine ») est un principe de droit romain irréfragable (qui a le pouvoir de præsumptio iuris et de iure, ce qui signifie qu'aucune contre-preuve ne peut être apportée à l'encontre de ce principe, littéralement : il est présumé qu'il n'existe aucune preuve contre et par la loi). Sa signification est que la mère de l'enfant est toujours connue.
Depuis 1978, lorsque le premier enfant a été conçu par la technique de fécondation in vitro, le principe du « Mater semper certa est » ne s'applique plus, car un enfant peut avoir à la fois une mère génétique et une mère naturelle (« de naissance »). Depuis lors, certains pays ont transformé l'ancien droit naturel en un droit codifié équivalent — en 1997, l'Allemagne a introduit le paragraphe 1571 « Mutterschaft » (la maternité), dans le BGB, définissant que « Mutter eines Kindes ist die Frau, die es geboren hat » (la mère d'un enfant est la femme qui a donné naissance à celui-ci).
Le principe de droit romain ne veut toutefois pas s'arrêter à la mère, en fait, il se poursuit avec pater est semper incertus (« Le père est toujours incertain »). Cela a été régulé par l'adage Pater is est quem nuptiæ demonstrant (« celui-là est le père que le mariage désigne »). Essentiellement les fraudes de paternité avaient été à l'origine une fraude au mariage dans le code civil (en Allemagne l'historique « Ehelichkeitsanfechtungsklage » a été tout simplement rebaptisé « Vaterschaftsanfechtungsklage » lorsque la paternité légale a été redéfinie) en raison de ce principe. Aujourd'hui, même les pères mariés utilisent souvent les outils modernes de tests d'ADN afin d'assurer une certitude sur leur paternité.
En France, certaines décisions de jurisprudence se référent à ce principe :
« Considérant que la loi française ne donne pas une définition de la mère tout comme elle ne dit pas que le mariage est l'union d'un homme et d'une femme tant ces notions sont inscrites dans les mentalités depuis des siècles ; que l'adage latin mater semper certa est qui signifie que la mère est celle qui a accouché de l'enfant trouve application en France même si ce principe est atténué par la possibilité d'accoucher anonymement et par l'obligation qu'a le plus souvent la mère naturelle de reconnaître son enfant ; qu'il est donc patent qu'en droit français la mère est celle qui porte l'enfant et lui donne la vie en le mettant au monde ; qu'en conséquence la réalité génétique seule ne crée pas la filiation maternelle »
— Cour d’appel de Rennes (6e ch.), Arrêt 01/02471, 4 juillet 2002